# Hokej na ledu na Zimskih olimpijskih igrah 1976
Hokej na ledu je bil na Zimskih olimpijskih igrah 1976 trinajstič olimpijski šport. Hokejski olimpijski turnir je potekal med 2. in 14. februarjem 1976. Zlato medaljo je osvojila sovjetska reprezentanca, srebrno češkoslovaška, bronasto pa zahodnonemška, v konkurenci dvanajstih reprezentanc, četrtič tudi jugoslovanske, ki je osvojila deseto mesto. 

## Dobitniki medalj
| Zlato | Srebro | Bron |
| Sovjetska zvezaVladislav Tretjak Aleksander Sidelnikov Aleksander Gusev Vladimir Lutčenko Sergej Babinov Jurij Ljapkin Genadij Cigankov Sergej Kapustin Aleksander Malcev Boris Aleksandrov Boris Mihajlov Aleksander Jakušev Vladimir Petrov Valerij Harlamov Vladimir Šadrin Valerij Vasiljev Viktor Šalimov Viktor Žluktov | ČeškoslovaškaJiri Holik Oldřich Macháč František Pospíšil Jiří Holeček Bohuslav Šťastný Ivan Hlinka Vladimír Martinec Eduard Novák Josef Augusta Jiří Bubla Milan Chalupa Jiří Crha Miroslav Dvořák Bohuslav Ebermann Milan Kajkl Jiří Novák Milan Nový Jaroslav Pouzar | Zahodna NemčijaLorenz Funk Ernst Köpf Alois Schloder Rudolf Thanner Josef Völk Anton Kehle Erich Kühnhackl Rainer Philipp Klaus Auhuber Ignaz Berndaner Wolfgang Boos Martin Hinterstocker Udo Kiessling Walter Köberle Stefan Metz Franz Reindl Ferenc Vozar Erich Weishaupt |

## Končni vrstni red
1. Sovjetska zveza
2. Češkoslovaška
3. Zahodna Nemčija
4. Finska
5. ZDA
6. Poljska
7. Romunija
8. Avstrija
9. Japonska
10. Jugoslavija
11. Švica
12. Bolgarija